# Tyasha Harris
Tyasha Pearl Desiree Harris (East Lansing, 1º maggio 1998) è una cestista statunitense, professionista nella WNBA.

## Carriera
È stata selezionata dalle Dallas Wings al primo giro del Draft WNBA 2020 (7ª scelta assoluta).
Con gli Stati Uniti ha disputato i Giochi panamericani di Lima 2019.

## Statistiche

### College
| Anno       | Squadra        | PG  | PT  | MP   | TC%  | 3P%  | TL%  | RP  | AP  | PRP | SP  | PP   |
| ---------- | -------------- | --- | --- | ---- | ---- | ---- | ---- | --- | --- | --- | --- | ---- |
| 2016-2017† | S.C. Gamecocks | 37  | 27  | 26,3 | 42,9 | 33,3 | 67,3 | 2,0 | 3,2 | 1,0 | 0,2 | 5,6  |
| 2017-2018  | S.C. Gamecocks | 36  | 35  | 33,6 | 41,8 | 29,9 | 74,5 | 3,4 | 6,1 | 2,2 | 0,2 | 10,4 |
| 2018-2019  | S.C. Gamecocks | 33  | 32  | 31,5 | 39,8 | 30,7 | 85,4 | 3,5 | 5,3 | 1,7 | 0,3 | 10,9 |
| 2019-2020  | S.C. Gamecocks | 33  | 33  | 28,7 | 42,6 | 38,4 | 85,7 | 3,5 | 5,7 | 1,6 | 0,1 | 12,0 |
| Carriera   | Carriera       | 139 | 127 | 30,0 | 41,7 | 32,8 | 79,2 | 3,1 | 5,1 | 1,6 | 0,2 | 9,6  |

### WNBA

#### Regular Season
| Anno     | Squadra         | PG  | PT | MP   | TC%  | 3P%  | TL%  | RP  | AP  | PRP | SP  | PP   |
| -------- | --------------- | --- | -- | ---- | ---- | ---- | ---- | --- | --- | --- | --- | ---- |
| 2020     | Dallas Wings    | 21  | 3  | 19,6 | 43,3 | 33,9 | 63,6 | 1,2 | 2,7 | 0,9 | 0,1 | 6,8  |
| 2021     | Dallas Wings    | 32  | 3  | 16,3 | 33,6 | 33,9 | 83,3 | 1,6 | 2,7 | 0,4 | 0,3 | 4,4  |
| 2022     | Dallas Wings    | 35  | 5  | 15,8 | 41,8 | 31,5 | 79,2 | 0,9 | 2,8 | 0,4 | 0,1 | 5,0  |
| 2023     | Connecticut Sun | 40  | 0  | 16,7 | 41,6 | 46,4 | 68,0 | 0,9 | 1,7 | 0,7 | 0,1 | 5,8  |
| 2024     | Connecticut Sun | 39  | 38 | 28,8 | 42,5 | 39,5 | 76,6 | 1,8 | 3,0 | 1,0 | 0,3 | 10,5 |
| Carriera | Carriera        | 167 | 49 | 19,6 | 40,9 | 38,3 | 75,3 | 1,3 | 2,6 | 0,7 | 0,2 | 6,6  |

#### Playoffs
| Anno     | Squadra         | PG | PT | MP   | TC%  | 3P%  | TL%  | RP  | AP  | PRP | SP  | PP  |
| -------- | --------------- | -- | -- | ---- | ---- | ---- | ---- | --- | --- | --- | --- | --- |
| 2021     | Dallas Wings    | 1  | 0  | 7,0  | 0,0  | 0,0  | -    | 0,0 | 1,0 | 0,0 | 0,0 | 0,0 |
| 2022     | Dallas Wings    | 3  | 0  | 17,3 | 36,8 | 28,6 | 100  | 2,3 | 2,3 | 0,3 | 0,3 | 6,0 |
| 2023     | Connecticut Sun | 7  | 0  | 21,9 | 46,2 | 54,2 | 80,0 | 1,0 | 2,4 | 0,7 | 0,0 | 9,3 |
| 2024     | Connecticut Sun | 5  | 3  | 16,4 | 50,0 | 60,0 | 100  | 0,8 | 0,2 | 0,2 | 0,0 | 6,4 |
| Carriera | Carriera        | 16 | 3  | 18,4 | 43,8 | 50,0 | 90,9 | 1,1 | 1,6 | 0,4 | 0,1 | 7,2 |

## Palmarès
- Miglior tiratrice da tre punti WNBA (2023)